# Moto Guzzi Breva
La gamme Breva rassemble des roadsters construits par la firme italienne Moto Guzzi. Quatre cylindrées sont représentées : 750, 850, 1 100 et 1 200 cm3.
Le « Breva » est un vent chaud de sud apportant le beau temps, soufflant dans la région de Mandello del Lario, berceau de la mythique Società Anonima Moto Guzzi née en mars 1921.
Les Breva succèdent au premier modèle mû par le bicylindre en V de l'usine de Mandello, la Moto Guzzi V7 de 1966.

## Description de la Breva 750
La conception de la Moto Guzzi Breva 750 revient à l'ingénieur/designer Luciano Marabese. Dérivé de la Nevada 750, le classique bicylindre en V transversal est le premier « petit bloc » Moto Guzzi équipé de l'injection électronique (Weber-Marelli) avec un échappement catalysé à trois voies et sonde lambda. Le modèle 2006 répond à la norme Euro 3 (modèle 2003 : Euro 2). Le petit moteur culbuté possède une caractéristique étonnante pour la cylindrée : il délivre un couple important dès 2 000 tr/min, la valeur maximum se situe au régime de 3 600 tr/min, un des plus bas du marché. Une chaîne simple entraîne l'arbre à cames (situé au-dessus du vilebrequin) et la pompe à huile. Le moteur, dépourvu de système d'équilibrage, délivre les vibrations propres à un bicylindre disposé en V. Le couple de renversement est inexistant sur route.
Le moteur est secondé par la boîte de vitesses de la Nevada entièrement revue. La transmission primaire s'effectue par pignons ; la transmission secondaire, Moto Guzzi oblige, se fait par arbre et cardan (entretien limité). Le groupe moto-propulseur de la Breva 750 utilise trois types d'huile : moteur (environ 1,8 L), boîte de vitesses (1 L d'huile de synthèse) et transmission finale (0,17 L).
La partie-cycle repose sur une conception classique. La fourche traditionnelle est signée Marzocchi. Les jantes à trois branches (dessinées par Grimeca) et le bras oscillant sont en alliage d'aluminium moulé sous pression. Le freinage est confié à la « série or » (haut de gamme) de Brembo ; le disque avant est du type flottant.
Les pots d'échappement chromés sont conçus par Lafranconi.
Le passager bénéficie d'un confort de selle satisfaisant et d'une poignée de maintien. Les repose-pieds sont situés suffisamment bas.
Le moteur est souple (il permet d'enrouler à 2 000 tr/min sur le dernier rapport). En conduite raisonnable, la consommation avoisine 4 L/100 km ; le réservoir d'essence en matière synthétique de 17 L autorise de longues balades.

## Breva 750 (2003-2011)
La Breva 750 fut la première commercialisée, en 2003. Ce modèle constitue, avec la Nevada Classic apparue en 2004, l'entrée de gamme Moto Guzzi.

## Breva 1100 (2005-2011)

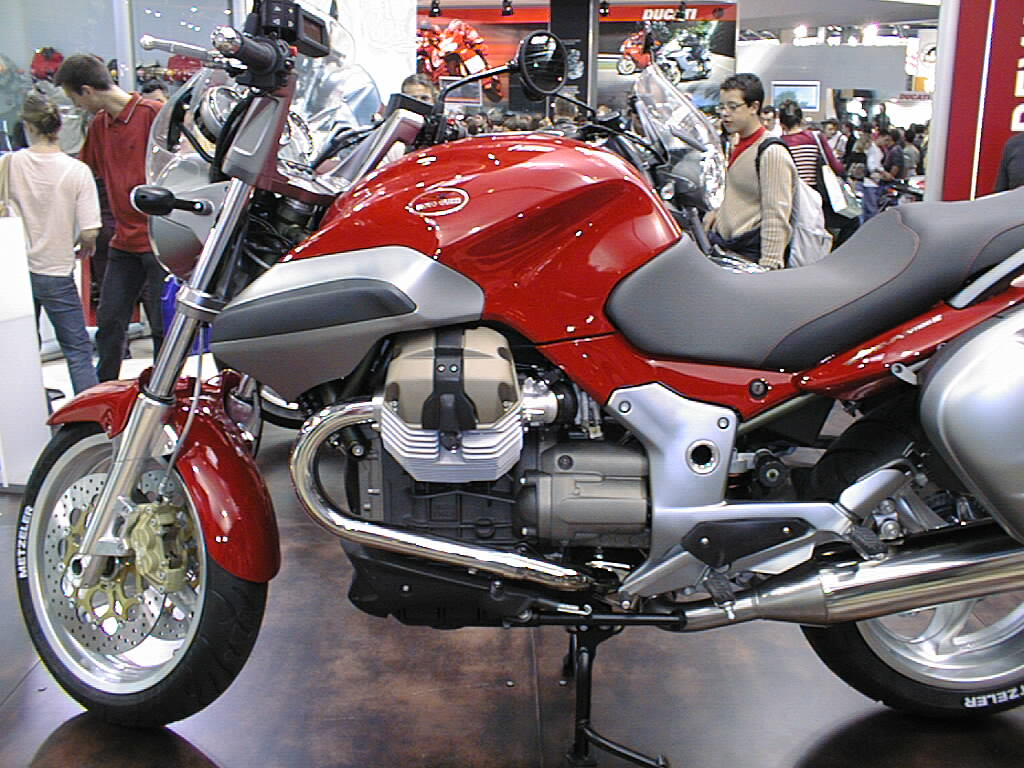
Breva 1100.

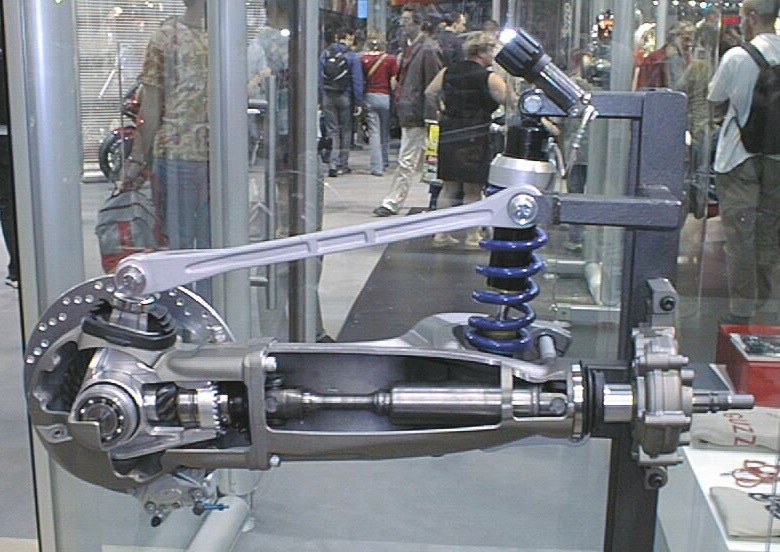
Système CARC de transmission secondaire d'une Breva 1100.

La Breva 1100 est apparue en 2005. Son développement a nécessité 122 000 h d'études et de tests, et plus de 200 000 km ont été parcourus. Par rapport à la 850, la course des pistons est augmentée de 14 mm. La puissance passe à 86 ch à 7 800 tr/min et le couple à 8,7 kg m à 6 000 tr/min. Un radiateur d'huile fait son apparition.
La partie-cycle est identique à celle de la 850. Elle peut néanmoins être équipée en option de l'ABS. Elle est vendue 12 500 €.

## Breva 850 (2006-2011)
La 750 est secondée en 2006 par la Breva 850, délivrant 72 ch à 7 700 tr/min et 6,7 kg m à 7 000 tr/min. La boîte de vitesses gagne un sixième rapport ; l'embrayage bidisque fonctionne toujours à sec.
La suspension à deux combinés est remplacée par un système monoamortisseur ; le diamètre de la fourche passe à 45 mm. Le frein avant gagne un second disque, tandis que le diamètre du disque arrière est augmenté de 22 mm.
Le réservoir passe à 23 L et le poids atteint 231 kg. Elle est vendue 10 590 €.

## Breva 1200 (2008-2011)
La Breva 1200 est apparue fin 2007. Le moteur passe à 1 151 cm3, avec des cotes d'alésage et de course de 95 et 81,2 mm, respectivement. La puissance atteint 95 ch à 7 800 tr/min et le couple 10 kg m à 5 800 tr/min. L'injection électronique Weber-Marelli de 45 mm de diamètre assure l'alimentation.
La partie-cycle est reprise de la 850 ou de la 1100. Le poids à sec passe à 236 kg.

## Dérivés
En 2006, apparaît la Breva 750 Touring équipée pour le grand tourisme, disponible en quatre coloris : Noir Guzzi, Rouge Course, Blanc Perle et Bleu Perle.
Par ailleurs, Moto Guzzi prépare une version équipée de la Breva 750, destinée à équiper les Carabinieri. Le réservoir voit sa capacité augmentée d'un litre. Elle est équipée de sacoches latérales. La place dévolue au passager est supprimée et remplacée par un coffre contenant l'équipement radio, dont les commandes sont rapportées au guidon. Elle se couvre de renforts destinés à protéger les sacoches et le moteur. Elle reçoit un pare-brise et les inévitables gyrophares et sirènes.
Le moteur 750 a également servi dans l'aviation, comme moteur à hélice.